# Барбеты
Барбеты, барбе, барбэ(фр. les barbets, итал. barbetti) — повстанцы, которые с 1792 года до начала XIX века боролись с войсками и властями революционной Франции в оккупированных, а затем и аннексированных Францией графстве Ницца и Пьемонте.

## История
К 1792 году графство Ницца и Пьемонт были владениями Сардинского королевства. В ходе войны первой коалиции французские войска в 1792 году заняли графство Ницца, весной 1796 года они в результате итальянской кампании Бонапарта заняли Пьемонт, и в мае 1796 года сардинский король Виктор Амадей III был вынужден заключить мир и отказаться от Ниццы и Савойского герцогства в пользу Франции. В начале декабря 1798 года французские войска вновь заняли Пьемонт, где была провозглашена Пьемонтская республика, однако уже через 7 месяцев объединённые войска Австрии, Великобритании и России ликвидировали её. После победы Наполеона Бонапарта при Маренго 14 июня 1800 года Пьемонт снова оказался в руках французов, и там была провозглашена Субальпийская республика, а в 1802 году Пьемонт был присоединен к Франции.
Восстание барбетов (барбетизм) было спровоцировано (также, как и крестьянские восстания на территориях самой Франции в Вандее и в Бретани) притеснениями католической церкви французскими революционными властями, реквизициями и насильственным призывом молодых людей во французскую армию. Барбеты нападали на французские посты и на отдельных солдат и офицеров, грабили военные продовольственные склады. В свою очередь, при поимке их расстреливали без суда. После мира 1796 года деятельность барбетов часто сводилась к обычному разбою.
Нападения барбе в Пьемонте вынудили Бонапарта отдать в конце сентября 1796 года приказ о том, чтобы оповестить все коммуны: в случае «разбойных» нападений на французов собственность и дома жителей коммуны, на территории которой произошло нападение, будут сожжены. Генералу Гарнье Бонапарт приказал брать больше заложников в тех селениях, где народ «дурно настроен». Барбетов часто поддерживали местные католические священники.
Зимой 1799–1800 годов французские роялисты, находившиеся в эмиграции, при поддержке британской разведки разработали план большого восстания на юге Франции для реставрации монархии. Его должен был возглавить генерал Амедэ Вилло, который с помощью своих агентов с января по апрель 1800 года занимался привлечением на свою сторону предводителей барбетов. Но восстание организовать не удалось, в том числе по той причине, что барбеты были малоуправляемы и склонны к разбою. После победы французов в битве при Маренго 14 июня 1800 годы сельские элиты повсеместно стали
все меньше поддерживать барбетов, и уже в 1801–1803 годах стало все меньше поступать сообщений о нападениях и грабежах.